# 山内直元
山内 直元（やまうち なおもと、1896年（明治29年）10月18日 - 1970年（昭和45年）3月9日）は、日本の実業家。住友銀行常務取締役、日本教育テレビ（NET、現：テレビ朝日）社長を務めた。

## 経歴・人物
愛知県尾西市出身。1920年（大正9年）東京帝国大学法学部を卒業後、住友銀行に入行。
ニューヨーク支店長、常務・東京支店長を経て、1947年（昭和22年）2月から統括常務に就任し、事実上のトップとなるが、8月に公職追放となる。1958年（昭和33年）5月に復帰し監査役を務める。

### NET社長に担ぎ出される
NETにおける大川・赤尾紛争のあと、社長から退陣した大川博に代わる体制を、旺文社、東映、日本経済新聞社、そして首尾よく経営の一角に食い込むことになった朝日新聞社の四社で協議をしたがまとまらなかった。このため、日経の圓城寺次郎が知恵を出し、旺文社の赤尾好夫が懇意にしていた日本化薬の原安三郎に調停役になってもらい、1965年（昭和40年）3月、原の推薦で四社共通の主力銀行だった住友銀行OBである山内が担ぎ出され、NET第4代社長に就任した。このほか、日本民間放送連盟理事、日本民間放送教育協会理事長、北海道テレビ放送取締役なども歴任した。
1970年3月9日、肺炎による心臓衰弱で死去。73歳没。